# Yves Lacoste
Yves Lacoste (Fez, Marruecos 7 de diciembre de 1929), es un geógrafo, profesor y geopolítico francés. Actualmente es profesor emérito de geopolítica en la Universidad de París VIII.

## Biografía
Nacido en Fez, Marruecos, donde vive su juventud, ya que su padre ejerce como geólogo, realiza sus estudios en Francia en la Universidad de París. y vuelve al Norte de África a principios de los años 1950 con su mujer, la etnóloga Camille Lacoste-Dujardin, para realizar sus estudios sobre los bereberes. Miembro en aquella época del Partido Comunista Francés, Lacoste entra en contacto con los medios anticolonialistas argelinos. Bajo la dirección de Jean Dresh, realiza en Argelia su tesis doctoral.
De vuelta en Francia en 1955, enseña en la universidad, especialmente, a principios de los años 1960, en la Universidad de Vincennes donde funda la revista Hérodote (editada en sus comienzos por François Maspero ) en un contexto de ebullición dentro de las ciencias sociales debido a la importancia de la cuestión política, consolidándose como una  revista de referencia en geografía y geopolítica. Profesor emérito en la Universidad de París VIII, enseña en el Instituto francés de geopolítica, fundado por él y hoy dirigido por Béatrice Giblin.
Lacoste aporta a la geografía los conceptos de territorialidad y representación (ideas, percepciones, imaginarios colectivos, etc.). Para él la geopolítica no es únicamente un producto de la Geografía, y afirma que no se puede privilegiar únicamente los factores geográficos en perjuicio del contexto político. La geopolítica busca las intenciones colectivas, y permite poner en evidencia las relaciones de poder.
Critica también las teorías de Roger Brunet, su propensión a los modelos, la obediencia de sus mapas exclusivamente a las leyes de la Economía, ignorando la topografía y el impacto de la política sobre el espacio, su lado obsesivo (concepto de la dorsal europea) y su papel de garante de las políticas aplicada por la Délégation à l'Aménagement du Territoire et à l'Action Régionale (DATAR). En el origen de sus divergencias está el artículo de Brunet titulado Geografía del Goulag publicado en Hérodote, que definía este espacio como producido por la necesidad de mano de obra en la URSS, lo que Lacoste refutará viendo una voluntad del estado soviético de crear un nuevo espacio, Siberia.
En 1995, fue el investigador invitado a presentar su disciplina, la Geopolítica, en el programa Inventer demain (Inventar mañana) emitido en el canal francés de televisión La Cinquième. Durante una semana, a las 7h45 y en menos de 5 minutos, presenta unos contenidos que van de la epistemología a cuestiones relativas a la inmigración. 
Yves Lacoste es caballero de la Legión de Honor de Francia.

## Geopolítica

### La Geografía: un arma para la guerra
Con la revista Hérodote y, más tarde, su obra La Geografía: un arma para la guerra, comenzó un intento de reintroducir el estudio de la ciencia geopolítica en Francia, separandola de su injusta imagen de ciencia nazi. Esta obra surge, principalmente, de su estancia en julio de 1972 en Vietnam, donde firma, a su vuelta, un artículo en la edición del 16 de agosto de ese año en Le Monde acusando a los Estados Unidos de haber bombardeado los cimientos de los diques de los deltas del río Rojo con la finalidad de provocar su destrucción y culpar a una catástrofe natural de las víctimas de la inundación. En este artículo afirma que el saber de la geografía puede servir a un estado a hacer la guerra. En su obra La geografía: un arma para la guerra, distingue tres geografías: la geografía escolar y universitaria, la geografía espectáculo y la geografía como instrumento del poder, las dos primeras disimulan la tercera. Si esta teoría es hoy en día puesta en duda por una parte de la comunidad de geógrafos (a partir de la publicación de este ensayo Pierre George rompió con Lacoste), el gran mérito del ensayo fue en primer lugar el haber animado a los geógrafos a interesarse por los problemas epistemológicos de su disciplina, así como a reactivar una geografía activa que se comprometa en la organización del espacio.
La geografía sirve, de entrada, para hacer la guerra. Ante toda ciencia, ante todo saber es obligatorio plantearse una cuestión epistemológica previa; el proceso científico va unido a una historia y debe ser visto por una parte en sus relaciones con las ideologías y por otra como práctica o como poder. Plantear de entrada que la geografía sirve, en primer lugar, para hacer la guerra no supone que sólo sirva para dirigir unas operaciones militares; sirve también para organizar los territorios no sólo en previsión de las batallas que habrá que librar contra tal o cual
adversario, sino también para controlar mejor a los hombres sobre los cuales ejerce su autoridad el aparato del Estado.

## Obras
- 1959 : Les pays sous-développés
- 1965 : Géographie du sous-développement
- 1965 : Ibn Khaldoun - Naissance de l'histoire du Tiers-Monde
- 1976 : La Géographie ça sert d'abord à faire la guerre ISBN 2707108154
- 1985 : Contre les anti-tiersmondistes et contre certains tiersmondistes
- 1986 : Géopolitique des régions françaises
  - vol 1 : La France septentrionale
  - vol 2 : La façade atlantique
  - vol 3 : La France du sud-est
- 1991 : L'état du Maghreb, ISBN 2707120146
- 1993 : Dictionnaire de Géopolitique, ISBN 208035101X
- 1994 : Dictionnaire Géopolitique des États, ISBN 2080351044
- 1996 : La légende de la terre, ISBN 2080354469
- 1998 : Vive la Nation - Destin d'une idée géopolitique, ISBN 2213596131
- 2002 : L'eau des hommes, ISBN 270220628X
- 2003 : De la Géopolitique aux Paysages. Dictionnaire de la Géographie, ISBN 2200265387
- 2004 : Maghreb, peuple et civilisation (con Camille Lacoste-Dujardin), ISBN 2707144320
- 2005: El agua: la lucha por la vida ISBN 9789707906815
- 2006 : Géopolitique. La longue histoire d'aujourd'hui, ISBN 2035054214
- 2006 : L'eau dans le monde : les batailles pour la vie, ISBN 2035825784
- 2006  : Geopolítica del Mediterráneo ISBN 2200268408
- 2010  : La cuestión poscolonial: un análisis geopolítico
- 2010  : Yves Lacoste. Geopolítica y geógrafo. Entrevistas con Pascal Lorot , Choiseul éditions. ISBN 978-2-36159-001-7
- 2012  : La geografía se utiliza, ante todo, para hacer la guerra , Nueva edición La Découverte. ISBN 978-2-7071-7472-7
- 2013  : Atlas geográfico , Larousse Publishing
- 2016  : Con Frédéric Encel:  Geopolítica de la Nación Francia , Prensa Universitaria de Francia.